# Wilhelmine Goldmann
Wilhelmine Goldmann (* 1948 in Traisen, Niederösterreich) ist eine österreichische Managerin.

## Leben
Wilhelmine Goldmann ist die Tochter von Franz Lettner, dem ehemaligen SPÖ-Bürgermeister (1961–1968) von Traisen. Sie studierte Welthandel an der Wirtschaftsuniversität Wien und schloss ihr Studium als Diplom-Kaufmann ab.
Goldmann ist Musikliebhaberin, sie spielt seit ihrem 16. Lebensjahr Cello.
Sie gehört als Cellistin dem Orchester der „Wiener Konzertvereinigung“ an.
Im Laufe ihrer Karriere in der Kammer für Arbeiter und Angestellte Wien lag der Schwerpunkt ihrer Tätigkeit im Wirtschaftsbereich. In der Folge arbeitete sie an Sanierungs- und Privatisierungsprojekten in der Österreichischen Industrieholding AG (ÖIAG).
Nach vier Jahren Leitung und erfolgreicher Sanierung der Österreichischen Postbus AG (heute ÖBB-Postbus GmbH) übernahm sie 2005 die Position der Vorstandsdirektorin der ÖBB-Personenverkehr AG für den Bereich Nah- und Regionalverkehr.
Als Wilhelmine Goldmann, ohne dies vorher mit ÖBB-Holding Vorstand Martin Huber abzusprechen, öffentlich mehr Geld für die Bahn forderte, kam es zum ersten Zerwürfnis, dem verletzte Eitelkeiten, Machtspiele und Intrigen folgten. Die Vorwürfe gegen Wilhelmine Goldmann wurden in einem zwölfseitigen Papier zusammengefasst. Unter anderem wurde ihr vorgeworfen: „Frau Goldmann verwendet für den Verein Opernwerkstatt Wien in größerem Umfang Betriebsmittel der ÖBB […] und teilt Mitarbeiter für Zwecke der Opernwerkstatt in erheblichem Umfang ein“. Im Sommer 2006 erreichten die Auseinandersetzungen ihren Höhepunkt, als Holdingvorstand Martin Huber die Entlassung Goldmanns forderte, was jedoch vom  Aufsichtsrat der Personenverkehr AG abgelehnt wurde.
Nachdem das Mobbing intern weiterging und Wilhelmine Goldmann von diesen Querelen, die ebenso persönliche wie politische Hintergründe hatten (Huber wurde seitens der ÖVP unterstützt, Goldmann wurde der SPÖ zugerechnet), genug hatte, gab sie am 25. Juni 2007 ihren Rücktritt bekannt und schied einvernehmlich aus dem Vorstand der ÖBB-Personenverkehr AG aus. Ihr Vertrag wäre noch bis Jänner 2009 gelaufen. Auf Wunsch von Verkehrsminister Werner Faymann blieb sie bis März 2008 Beraterin des ÖBB-Holding-Aufsichtsratsvorsitzenden Horst Pöchhacker.
Nach dieser Tätigkeit war Wilhelmine Goldmann bis zum 31. Dezember 2009 Aufsichtsrätin der Salzburger Festspiele.
Von 2005 bis 2008 war sie Präsidentin der Österreichische Verkehrswissenschaftliche Gesellschaft.
Seit 2008 ist sie Aufsichtsratsvorsitzende des MuseumsQuartier Wien und der Global Sozial AG, seit Juli 2013 Vorsitzende des Universitätsrats der Kunstuniversität Graz.

## Veröffentlichungen
- "Rote Banditen". Geschichte einer sozialdemokratischen Familie. Promedia, Wien 2023, ISBN 978-3-85371-523-9 (politische Geschichte ihrer eigenen Familie).